# Ascyltus
Ascyltus Karsch, 1878 è un genere di ragni appartenente alla famiglia Salticidae.

## Distribuzione
Le 9 specie oggi note di questo genere sono diffuse in Oceania, Indonesia e Australia: in particolare isole Figi, Tuvalu e isole Samoa; Nuova Guinea, Celebes e Queensland.

## Tassonomia
A dicembre 2010, si compone di nove specie:
- Ascyltus audax (Rainbow, 1897) — Funafuti (Tuvalu)
- Ascyltus divinus Karsch, 1878 — Queensland, Isole Figi
- Ascyltus ferox (Rainbow, 1897) — Funafuti (Tuvalu)
- Ascyltus lautus (Keyserling, 1881) — Nuova Guinea, Isole Samoa
- Ascyltus minahassae Merian, 1911 — Celebes
- Ascyltus opulentus (Walckenaer, 1837) — Isole Tonga
- Ascyltus pterygodes (L. Koch, 1865)[2] — Isole del Pacifico
- Ascyltus rhizophora Berry, Beatty & Prószynski, 1997 — Isole Figi
- Ascyltus similis Berry, Beatty & Prószynski, 1997 — Isole Figi, Isole Samoa